# دانشنامه میسری
دانشنامه مِیسَری نام کتابیست دربارهٔ پزشکی و درمان بیماری‌ها، نوشته حکیم  میسری از پزشکان سده چهارم. این کتاب در سال ۳۶۷ تا ۳۷۰ ه‍.ق نوشته شده‌است و به صورت شعر (نظم) می‌باشد. نسخه خطی این کتاب در کتابخانه پاریس نگهداری می‌شود.
بنا بر پژوهش‌های دکتر جلال متینی دانشنامه  مِیسَری ۴۵۰۵ بیت دارد اما نسخه تصحیح شده یا نسخه منقح چاپ شده برات زنجانی دارای ۴۴۸۱ بیت می‌باشد. نسخه ای از دانشنامه حکیم  مِیسَری در کتابخانه ملّی پاریس به شماره (R-۷۷۹۹-۳۱۰) نگهداری می‌شود. اندازه این نسخه (۳۱۰٫۱۸) سانتیمتر بوده و ۱۶۴ برگ دارد؛ کاتب این نسخه محمود تبریزی شاهنامه خوان است که کتابت آن را در تاریخ چهارشنبه سوم ربیع الآخر سال ۸۵۲ ق. تکمیل کرده‌است.
مِیسَری بنا بر آنچه خود در دانشنامه آورده‌است، حدود سال ۳۲۴ ه‍.ق زاده شده‌است. ژیلبر لازار ایران شناس مشهور فرانسوی در کتاب " دو رساله پزشکی از قرن چهارم به زبان فارسی" حکیم  مِیسَری را به مردم اروپا معرفی کرده‌است. این کتاب به زبان فارسی ترجمه شده‌است.

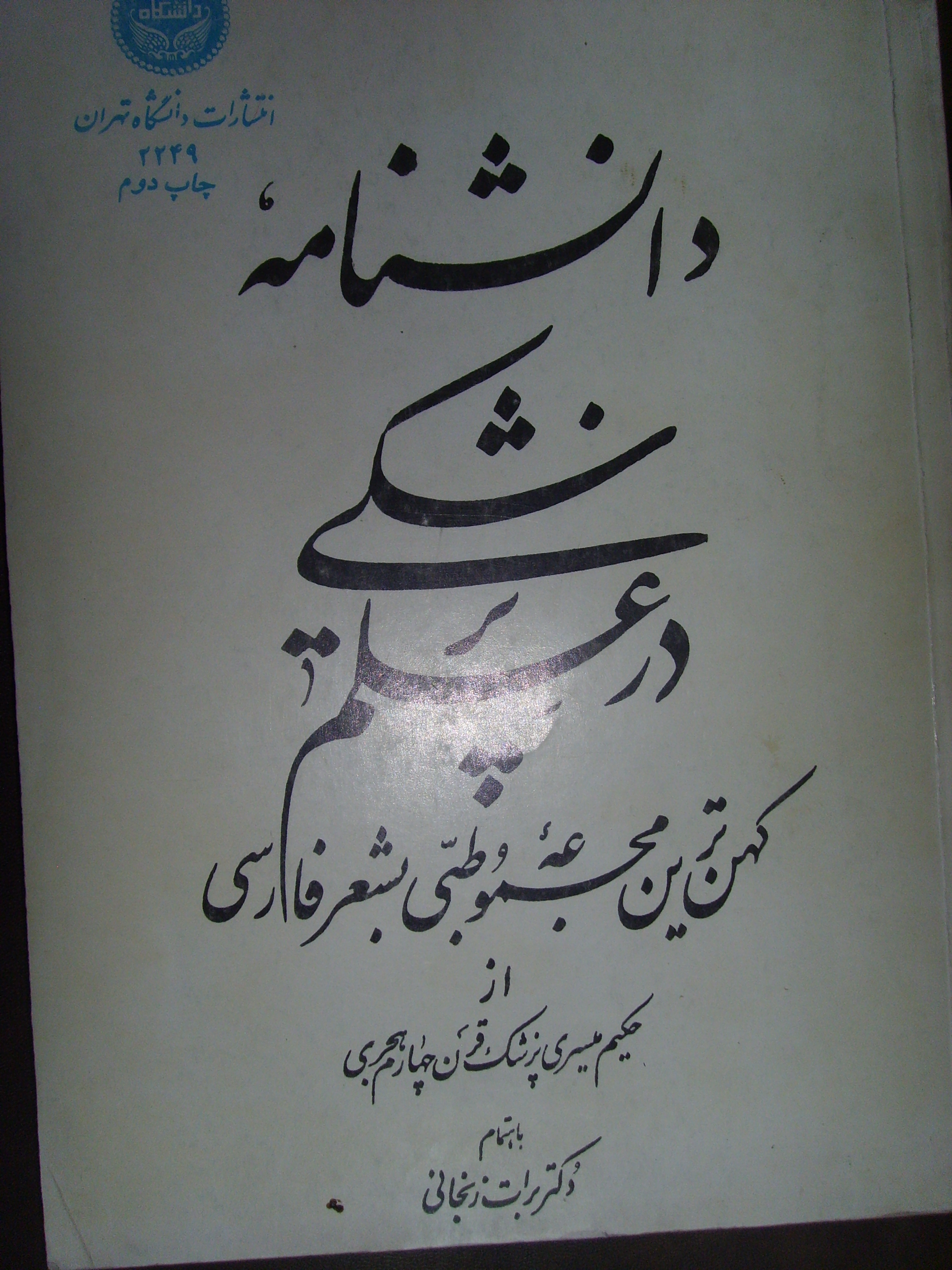
کهن‌ترین دانش نامه سروده‌های پزشکی به زبان پارسی. سروده حکیم مِیسَری

مطالب این دانشنامه ۴۵۰۵ بیتی در ۳۷۶ موضوع سروده شده‌است.
مِیسَری دربارهٔ نام نهادن این کتاب بنام «دانشنامه» آورده‌است:
| من این گفتار را اندام دادم |  | و دانش‌نامه اول نام دادم |

در پایان کتاب نیز بار دیگر میگوید:
| بیانجامید دانش‌نامه من |  | برآمد زو مراد و کامه من |

## بخش‌ها
دانشنامه دارای شش بخش کلی
1. پیشگفتار و ستایش خداوند
2. دربارهٔ نیکویی‌های دانش
3. دردها و درمان بیماری‌ها (از موی سر نا ناخن پای)
4. دربارهٔ حجامت، رگ گشاد کردن، بوی نبید کردن، گرماوه، نزار کردن
5. درمان زهرها، تب، آبله و …
6. پند و اندرز حکیم  مِیسَری

## دلیل نوشتن کتاب به پارسی
نویسنده دربارهٔ دلیل نوشتن کتاب به پارسی آورده‌است:
| چو بر پیوستنش بر، دل نهادم   |  | فراوان رای‌ها بر دل گشادم     |
| که چون گویمش من، تا دیر ماند |  | وُ هر کس دانشِ او را بداند     |
| بگویم تازی ار نه پارسی نغز   |  | ز هر در، من بگویم مایه و مغز |
| و پس گفتم زمین ماست ایران    |  | که بیش از مردمانش پارسی دان  |
| وگر تازی کنم نیکو نباشد      |  | که هر کس را ازو نیرو نباشد   |
| دری گویمش تا هر کس بداند     |  | و هر کس بر زبانش بر براند    |

## ویژگی‌های اثر
این کتاب در قالب مثنوی سروده شده و از روانی و زیبایی خاصی برخوردار است. اوزان استفاده شده در این اثر از اوزان فهلویات می‌باشند که به خوشی و دلنشینی معروفند. سبک نوشتاری آن نیز به دوره سامانی و سبک خراسانی برمی‌گردد که از ویژگی‌های برجسته ادبیات فارسی است.

## محتوا
دانشنامه میسری عمدتاً به علم پزشکی پرداخته و به منظور آموزش دانشجویان علم طب نوشته شده است. این کتاب شامل آموزه‌ها و تجارب حکیم میسری به همراه مطالبی از طب المنصوری رازی می‌باشد.

## شباهت با طب المنصوری
حدود ۹۰ درصد از محتویات این کتاب با طب المنصوری رازی شباهت دارد و مابقی نیز بیان آموزه‌ها و تجارب خود حکیم میسری است. طب المنصوری یکی از آثار مهم رازی در زمینه پزشکی است که تأثیر زیادی بر طب سنتی داشته است. حکیم میسری در اثر خود از آموزه‌های این کتاب بهره برده و آن‌ها را به زبان شعر بیان کرده است.

## آموزه‌ها و تجارب حکیم میسری
بخش دیگری از کتاب به آموزه‌ها و تجارب شخصی حکیم میسری اختصاص دارد. این بخش‌ها نشان‌دهنده دانش و تجربه گسترده او در علم پزشکی است و به شکل منظوم بیان شده‌اند.

## بن‌مایه‌ها
- دربارهٔ دانشنامه  مِیسَری، نوشته جلال متینی، مجله جستارهای ادبی (دانشکده ادبیات و علوم انسانی دانشگاه فردوسی مشهد)» پاییز ۱۳۵۱ - شماره ۳۱

(صفحه ۵۹۳ تا ۶۲۸)